# L. Shankar
Pour les articles homonymes, voir Shankar.
Lakshminarayana Shankar, plus connu sous le nom de L. Shankar, Shankar ou Shenkar, né le 26 avril 1950 à Madras, est un violoniste et chanteur sud-indien.

## Biographie
Il est le frère de L. Subramaniam.
Il donne son premier concert à l'âge de sept ans puis accompagne les plus grands artistes indiens avant de s'établir aux États-Unis en 1969. Il fonde en 1974 le groupe Shakti avec John McLaughlin, puis son propre groupe en 1978, The Epidemics. Son premier album solo, Touch Me There, produit par Frank Zappa, paraît en 1979.
Il joue d'un violon électrique stéréophonique à dix cordes et deux manches, couvrant le registre de la contrebasse au violon. Sa voix est aussi exceptionnelle avec un ambitus de cinq octaves.
Il s'est aussi produit avec de nombreux artistes occidentaux dont :  Madonna, Jan Garbarek, Lou Reed, Echo and the Bunnymen, Talking Heads, Frank Zappa, Peter Gabriel, Elton John, Eric Clapton, Phil Collins, Bruce Springsteen, Van Morrison, Stewart Copeland, Yoko Ono, Steve Vai, Ginger Baker, Toto, Nils Lofgren, Jonathan Davis et Sting.

## Discographie soliste
- Shakti with John McLaughlin (Columbia, 1975)
- A Handful of Beauty (1976)
- Natural Elements (1977)
- Touch Me There (Zappa Records, 1979)
- Who's to Know (ECM, 1980)
- Vision avec Jan Garbarek (ECM, 1983)
- Song for Everyone avec Jan Garbarek (ECM, 1984)
- The Epidemics (ECM, 1985)
- Nobody Told Me (ECM, 1989)
- Pancha Nadai Pallavi (ECM, 1989)
- M.R.C.S. (ECM, 1989)
- Soul Searcher (Axiom, Island Records, 1990)
- Raga Aberi (Music of The World, 1995)
- Enlightenment (Ganesh music, 1999)
- Eternal Light (Moment! Records, 2000)
- One in a Million (2001) (with Gingger Shankar)
- Celestial Body (Mondo melodia, 2004)
- Open the Door (Sri Music/Big Deal Records/RYKO/WEA, 2007)
- In a Box (Big Deal Records, 2012)
- The Revelation (Sri Music, 2013)
- Champion (Sri Music, 2014)
- Transcend (Sri Music, 2015)
- Face to Face (Cleopatra Records, 2019)
- Chepleeri Dream (Cleopatra Records, 2020)